# Phaulostylus grammicus
Phaulostylus grammicus là một loài nhện trong họ Salticidae.
Loài này thuộc chi Phaulostylus. Phaulostylus grammicus được Eugène Simon miêu tả năm 1902.